# Alkoppa, Muddebihal
Alkoppa là một làng thuộc tehsil Muddebihal, huyện Bijapur, bang Karnataka, Ấn Độ.